# Pampa de Junín
La Pampa de Junín es una planicie ubicada al sureste del Lago Junín, cerca de la ciudad peruana de Junín, entre los departamentos de Junín y Pasco, Perú. Se encuentra dentro de los límites de la sierra central del Perú. El lago y la comunidad reciben su nombre de esta planicie que conforma parte de la Meseta de Bombón. En ella se llevó a cabo la Batalla de Junín.